# Comolia coriacea
Comolia coriacea är en tvåhjärtbladig växtart som beskrevs av Henry Allan Gleason. Comolia coriacea ingår i släktet Comolia och familjen Melastomataceae. Inga underarter finns listade i Catalogue of Life.